# Przystanek, Tỉnh West Pomeranian
Przystanek [pʂɨsˈtanɛk] (tiếng Đức: Neu Pritten) là một khu định cư ở khu hành chính của Gmina Ostrowice, thuộc quận Drawsko, West Pomeranian Voivodeship, ở phía tây bắc Ba Lan. Nó nằm khoảng 5 kilômét (3 mi) phía tây của đà điểu, 13 km (8 mi) về phía đông bắc của Drawsko Pomorskie và 92 km (57 mi) về phía đông của thủ đô khu vực Szczecin.
Trước năm 1945, khu vực này là một phần của Đức. Đối với lịch sử của khu vực, xem Lịch sử của Pomerania.